# Julian Rieckmann
Julian Rieckmann (* 1. August 2000 in Winsen (Luhe)) ist ein deutscher Fußballspieler, der aktuell beim SV Waldhof Mannheim 07 unter Vertrag steht.

## Karriere

### Verein
Nach seinen Anfängen im Großraum Hamburg in der Jugend des JFV Ashausen-Scharmbeck/Pattensen und der SG Elbdeich wechselte er im Sommer 2013 in die Jugendabteilung von Werder Bremen. Nach insgesamt 30 Spielen in der B-Junioren-Bundesliga, bei denen ihm insgesamt sechs Tore gelangen, erreichte er mit seiner Mannschaft das Finale 2016/17, verlor dort aber gegen den FC Bayern München mit 0:2. Nach 19 Spielen in der A-Junioren-Bundesliga wurde er zur Saison 2018/19 in den Kader der zweiten Mannschaft aufgenommen und kam in der Regionalliga Nord auf 52 Spiele, bei denen ihm insgesamt ein Tor gelang. In der Saison 2019/20 gehörte Rieckmann unter dem Cheftrainer Florian Kohfeldt einmal dem Spieltagskader bei einem Bundesligaspiel an, wurde aber nicht eingewechselt. In der Saison 2020/21 folgten sechs Kadernominierungen ohne Einsatz für die Profimannschaft, die in die 2. Bundesliga abstieg.
Zur Saison 2021/22 wechselte Rieckmann in die 3. Liga zum 1. FC Magdeburg. Dort kam er auch zu seinem ersten Einsatz im Profibereich, als er am 14. August 2021, dem 3. Spieltag, beim 3:1-Auswärtssieg gegen den TSV Havelse in der 46. Spielminute für Adrian Małachowski eingewechselt wurde. Insgesamt kam er in dieser Spielzeit zu 18 Liga-Einsätzen, die meisten davon als Einwechselspieler, und stieg mit der Mannschaft am Saisonende als Drittliga-Meister in die 2. Bundesliga auf. Dort stand er in der anschließenden Saison 2022/23 zwar weiterhin regelmäßig im Spieltagskader, erhielt jedoch nur noch vereinzelt Einsatzzeit und bestritt insgesamt sechs Zweitligapartien, ehe er ab März 2023 bis zum Saisonende verletzt ausfiel.
Im Sommer 2023 wechselte er zum Drittligisten SV Waldhof Mannheim, bei dem er sich in der Folge als Stammspieler im defensiven Mittelfeld durchsetzen konnte.

### Nationalmannschaft
Rieckmann bestritt für die U16, U17 und U19 des Deutschen Fußball-Bundes insgesamt neun Länderspiele.